# Curtiss Model J
El Curtiss Model J (junto con el Curtiss Model N) fue un prototipo estadounidense de aeronave de configuración tractora que se convirtió en la base de la serie de aviones Curtiss Jenny, construido por la Curtiss Aeroplane Company en los años 10 del siglo XX.

## Diseño y desarrollo
El Curtiss J fue diseñado por B. Douglas Thomas. Glenn Curtiss contrató a Thomas de la Sopwith Aviation Company mientras realizaba un viaje a Londres, Reino Unido. Comenzó a diseñar el Model J estando aún en ultramar, y también fue acreditado con la ayuda al diseño de los Model N y Model H "America". Las primeras pruebas de vuelo se realizaron sin el recubrimiento del fuselaje. En febrero de 1914, tras una serie de accidentes sufridos por aviones propulsores, el Ejército de los Estados Unidos celebró una reunión en San Diego en la que expresó su interés en aviones con diseño tractor del tipo del Model J.
El Model J tenía el motor montado en el morro del avión con una hélice tractora, y estaba recubierto con lino o algodón claro tratados, con asientos en tándem y tren de aterrizaje convencional con patín de cola. Originalmente, las alas del biplano, de dos vanos, fueron construidas sin diedro, con la misma envergadura, un perfil Eiffel 36 de origen francés y alerones en los cuatro paneles alares. Estos alerones tenían movimiento independiente y solo se podían mover hacia arriba desde la posición neutra. Se controlaban mediante un dispositivo de plataforma de hombros. Los controles incluían una columna de control para los elevadores y un volante para el timón. Los dos prototipos se probaron con ruedas y con flotadores. En esta última configuración, el aumento de peso obligó a agrandar el ala superior, eliminándose también los alerones inferiores. Con esta configuración alar y ruedas fueron entregados al Ejército estadounidense, que los matriculó como AS29 y AS30, por 6725 dólares la unidad. El Curtiss Model J designado S.C. No. 30 (Signal Corps, Cuerpo de Transmisiones) se convirtió en el prototipo de pruebas del JN, ganándose el título de primer "Jenny".

## Historia operacional
El primer prototipo fue presentado el 12 de marzo de 1914. Fue entregado a la Sección de Aviación del Cuerpo de Transmisiones de los Estados Unidos el 28 de julio siguiente. En ese momento, la totalidad de la flota aérea militar de los Estados Unidos consistía en 23 aeronaves.
En septiembre de 1914, el piloto Lewis E. Goodier, Jr. consiguió un récord de régimen de ascenso para aviones de 5,08 m/s (1000 pies/min). Más tarde el mismo mes, el Model J se convertiría en el avión más rápido de Estados Unidos con una velocidad récord de 137,92 km/h (85,7 mph).
El 8 de octubre de 1914, el AS30, pilotado por el Capitán H. Le R. Muller, alcanzó una altitud de  5316,02 m (17 441 pies).
En 1915, un Model J fue mostrado con flotadores en el lago Keuka. El mismo año, ambos aviones Model J se estrellaron mientras realizaban pruebas.

## Variantes
Model J
Biplano de reconocimiento experimental, dos construidos.
Model J-2
Variante más pequeña del Model J, cancelada.

## Operadores
Estados Unidos
- Ejército de los Estados Unidos

## Especificaciones (Model J)
Referencia datos: Curtiss Aircraft 1907–1947

### Características generales
- Tripulación: Dos (piloto y observador)
- Longitud: 8,03 m
- Envergadura: 12,24 m
- Superficie alar: 32 m2
- Peso vacío: 488 kg
- Peso cargado: 742 kg
- Planta motriz: 1× motor lineal V-8 refrigerado por líquido Curtiss OX-2.
  - Potencia: 67 kW (90 hp)

### Rendimiento
- Velocidad máxima operativa (Vno): 110 km/h
- Alcance: 4 h
- Tiempo a altitud: 10 min a 915 m (3000 pies)

### Desarrollos relacionados
- Curtiss Model N

### Secuencias de designación
- Secuencia Alfabética (interna de Curtiss): ← GS - H/HS - HA - J - K - L - MF →

### Listas relacionadas
- Anexo:Aeronaves militares de los Estados Unidos (1909-1919)